# Trần Khánh Dư
Trần Khánh Dư (chữ Hán: 陳慶餘, 13 tháng 3, 1240 - 23 tháng 4, 1340), hiệu là Nhân Huệ vương (仁惠王), là một chính khách, nhà quân sự Đại Việt dưới thời đại nhà Trần.
Ông nổi bật với việc giữ chức Phó đô tướng quân trong kháng chiến chống Nguyên lần 2 và 3, tiêu diệt đoàn thuyền lương quân Nguyên ở Vân Đồn năm 1288, tham gia chinh phục Chiêm Thành năm 1312 nhưng bị sử sách phê phán vì tính tham lam, thô bỉ thể hiện qua câu nói "Tướng là chim ưng, dân lính là vịt, dùng vịt để nuôi chim ưng thì có gì là lạ?".

## Tiểu sử

### Thiên tử nghĩa nam
Trần Khánh Dư quê ở Chí Linh, Hải Dương, cha là Thượng tướng Nhân Huệ hầu Trần Phó Duyệt-con trai Trần Thủ Độ, tương truyền mẹ là Trần Thái Anh. Khi còn thiếu thời, rất ít chuyện ghi chép về ông.
Trong lần chống quân Nguyên Mông vào năm 1258, Trần Khánh Dư có công nhân sơ hở đánh úp quân giặc. Sau đó, ông đánh người Man ở vùng núi,thắng lớn, được nhận làm Thiên tử nghĩa nam, phong làm Phiêu Kỵ đại tướng quân. Chức Phiêu Kỵ tướng quân nếu không phải là hoàng tử thì không được phong. Vì Khánh Dư là Thiên tử nghĩa nam cho nên mới có lệnh đó. Rồi từ Quan nội hầu thăng mãi đến Tử phục Thượng vị hầu, quyền chức Phán thủ.
Về vấn đề vị Hoàng đế nhà Trần nào là người nhận Trần Khánh Dư làm con nuôi, đến nay vẫn có nhiều điểm nghi hoặc. Nguyên văn trong Đại Việt sử ký toàn thư: "Nhâm Ngọ, Thiệu Bảo năm thứ 4 (1282)...Lần trước, quân Nguyên vào cướp, Nhân Huệ Vương Trần Khánh Dư nhân sơ hở đánh úp quân giặc. Thượng hoàng khen ông có trí lược, lập làm Thiên tử nghĩa nam". Lúc này Sử ký đang ghi kỷ về Trần Nhân Tông, nên Thượng hoàng có lẽ là Trần Thánh Tông. Tuy nhiên vào thời điểm ấy, nếu xét Trần Khánh Dư "vào lúc người Nguyên vào cướp" đã có quân công, thì phải là thời điểm năm 1257 khi Ngột Lương Hợp Thai dẫn quân vào. Mà vào thời điểm ấy, để có đủ trưởng thành lập quân công, ông ít nhất phải bằng tuổi Trần Thánh Tông (khi ấy khoảng 18 tuổi) và người nhận ông làm con là Trần Thái Tông mới phải. Tuy nhiên, nếu trường hợp ông bằng tuổi Trần Thánh Tông, tức là sinh năm 1240, thì đối chiếu năm mất 1340, ông xấp xỉ 100 tuổi, một tuổi thọ hơi khó tin.
Cho nên, Trần Khánh Dư là được vị Hoàng đế nhà Trần nào nhận làm nghĩa nam, đến bây giờ cũng hoàn toàn không có kết luận chuẩn xác. Theo Lịch triều hiến chương loại chí thì ông được Trần Thánh Tông nhận làm Thiên tử nghĩa nam.

### Tư thông trọng án
Sau khi có được địa vị, Trần Khánh Dư lại vướng phải vụ án gian dâm với Thiên Thụy công chúa là vợ chưa cưới của Hưng Vũ vương Trần Quốc Nghiễn, con trai Hưng Đạo Đại vương Trần Quốc Tuấn. Bấy giờ Hưng Vũ vương Nghiễn vì là con trai Hưng Đạo vương Quốc Tuấn, lại có công đánh giặc nên rất có uy thế, nên Thượng hoàng mới gả Thiên Thụy công chúa cho.
Đến đây, sự việc phát giác, tuy nhà Trần không xa lạ với chuyện thân thích cưới gả, thế nhưng Trần Khánh Dư thân là Thiên tử nghĩa nam lại có hành vi tư thông, là một loại quan hệ đáng lên án của xã hội xưa. Trong phiên tòa xử tội ông, Trần Thánh Tông sợ phật ý Hưng Đạo vương mà đã phạt tội đánh đến chết, nhưng Thánh Tông lại ngầm hạ lệnh cho lính đánh chúc đầu gông xuống, nhờ thế mà qua 100 roi Trần Khánh Dư vẫn sống. Theo luật thời đó, qua 100 roi mà không chết nghĩa là trời tha, nhờ vậy mà ông đã được miễn tội chết.
Sau đó, ông bị phế truất binh quyền, tịch thu gia sản phải trở về Chí Linh làm nghề bán than củi.

### Phục chức
Năm 1283, ông được Trần Nhân Tông phục chức và được phong làm Phó đô tướng quân trấn giữ Vân Đồn.
Lúc đó, thuyền vua đỗ ở bến Bình Than, nước triều rút, gió thổi mạnh, có chiếc thuyền lớn chở than củi, người lái thuyền đội nón lá, mặc áo ngắn. Vua chỉ và bảo quan thị thần: "Người kia chẳng phải là Nhân Huệ vương đó sao?".
Lập tức sai người chèo thuyền nhỏ đuổi theo. Đến cửa Đại Than thì kịp. Quân hiệu gọi: "Ông lái ơi, có lệnh vua triệu".
Khánh Dư trả lời: "Lão là người buôn bán, có việc gì mà phải triệu". Quân hiệu trở về tâu thực như thế. Vua bảo: "Đúng là Nhân Huệ đấy, ta biết người thường tất không dám nói thế".
Vua lại sai nội thị đi gọi. Khánh Dư mặc áo ngắn, đội nón lá đến gặp vua. Vua nói: "Nam nhi mà đến nỗi này thì thực là cùng cực rồi", bèn xuống chiếu tha tội cho ông. Khánh Dư lên thuyền lạy tạ. Vua ban cho áo ngự, cho ngồi các hàng dưới các vương, trên các công hầu, cùng bàn việc nước, nhiều điều hợp ý vua.
Trần Khánh Dư có công lớn trong việc đánh tan đạo binh thuyền chở lương thực, khí giới của quân Nguyên do Trương Văn Hổ chỉ huy vào tháng 12 năm 1287, góp phần làm xoay chuyển tình thế chiến tranh.
Tháng 5 năm 1312, ông theo Trần Anh Tông đem quân đi đánh Chiêm Thành. Trận này quân Đại Việt bắt được chúa Chiêm Thành là Chế Chí đem về.

## Viết lời tựa sách
Không chỉ giỏi võ, Trần Khánh Dư còn có kiêm tài văn. Ông là người viết lời tựa cho cuốn Vạn Kiếp tông bí truyền thư của Hưng Đạo Vương Trần Quốc Tuấn. Đại Việt Sử ký Toàn thư có chép lại lời tựa ấy.
Người giỏi cầm quân thì không cần bày trận, người giỏi bày trận thì không cần phải đánh, người giỏi đánh thì không thua, người khéo thua thì không chết.
Ngày xưa Cao Dao làm sĩ sư mà không ai dám trái mệnh, đến Vũ Vương, Thành Vương nhà Chu làm tướng cho Văn Vương, Vũ Vương, ngầm lo sửa đức, để lật đổ nhà Thương mà dấy nên vương nghiệp, thế là người giỏi cầm quân thì không cần phải bày trận vậy. Vua Thuấn múa mộc và múa lông trĩ mà họ Hữu Miêu đến chầu, Tôn Vũ nước Ngô đem ngươi đẹp trong cung thử tập trận mà phía tây phá nước Sở mạnh, phía bắc uy hiếp nước Tấn, nước Tần, nổi tiếng chư hầu, thế là người khéo bày trận không cần phải đánh vậy. Đến Mã Ngập nước Tấn theo bát trận đồ, đánh vận động hàng ngàn dặm, phá được Thụ Cơ Năng để thu phục Lương Châu. Thế gọi là người đánh giỏi không bao giờ thua vậy.
Cho nên trận nghĩa là "trần", là bày ra, là khéo léo. Ngày xưa, Hoàng Đế lập phép tỉnh điền để đặt binh chế. Gia Cát xếp đá sông làm bát trận đồ, Vệ Công sửa lại làm thành Lục hoa trận. Hoàn Ôn lập ra Xà thế trận có vẽ các thế trận hay, trình bày thứ tự, rõ ràng, trở thành khuôn phép. Nhưng người đương thời ít ai hiểu được, thấy muôn đầu ngàn mối, cho là rối rắm, chưa từng biến đổi. Như Lý Thuyên có soạn những điều suy diễn của mình, những người đời sau cũng không hiểu ý nghĩa. Cho nên Quốc công ta mới hiệu đính, biên tập đồ pháp của các nhà, soạn thành một sách, tuy ghi cả những việc nhỏ nhặt, nhưng người dùng thì nên bỏ bớt chỗ rườm rà, tóm lược lấy chất thực.
Sách gồm đủ ngũ hành tương ứng, cửu cung suy nhau, phối hợp cương nhu, tuần hoàn chẵn lẻ. Không lẫn lộn âm với dương, thần với sát, phương với lợi, sao lành, hung thần, ác tướng, tam cát, ngũ hung, đều rất rõ ràng, ngang với Tam Đại, trăm đánh trăm thắng. Cho nên, đương thời có thể phía bắc trấn ngự Hung Nô, phía nam uy hiếp Lâm Ấp.

## Kinh doanh
Trong thời gian bị bãi chức, Trần Khánh Dư về đất cũ của cha mình (Thượng tướng Trần Phó Duyệt) ở Chí Linh, Hải Dương làm nghề buôn bán than để sống. Tác giả các bộ sử cũ, với quan điểm "sĩ, nông, công, thương", coi việc ông buôn than, bán nón là nghề "hèn mọn".
Trong thời gian làm tướng ông cũng kinh doanh. Đây là điểm đặc biệt ở ông, khác với nhiều quan lại chỉ sống nhờ bổng lộc do chức tước, không quan tâm đến sản xuất và kinh doanh.
Ông cũng nổi tiếng về tính "con buôn" khi đối xử với dân chúng và binh lính, chẳng hạn như khi ông trả lời Trần Anh Tông vào năm 1296 là "Tướng là chim ưng, dân lính là vịt, dùng vịt để nuôi chim ưng thì có gì là lạ?".
Đại Việt Sử Ký Toàn thư có viết lại một chuyện, khi Khánh Dư trấn giữ Vân Đồn, tục ở đó lấy buôn bán làm nghề nghiệp sinh nhai, ăn uống, may mặc đều dựa vào khách buôn phương Bắc, cho nên quần áo, đồ dùng theo tục người Bắc. Khánh Dư duyệt quân các trang, ra lệnh: "Quân trấn giữ Vân Đồn là để ngăn phòng giặc Hồ, không thể đội nón của phương Bắc, sợ khi vội vàng khó lòng phân biệt, nên đội nón Ma Lôi, ai trái tất phải phạt".
Nhưng Khánh Dư đã sai người nhà mua nón Ma Lôi từ trước, chở thuyền đến đậu trong cảng rồi. Lệnh vừa ra, sai người ngầm báo dân trong trang: "Hôm qua thấy trước vụng biển có thuyền chở nón Ma Lôi đậu".
Do đấy, người trong trang nối gót tranh nhau mua nón, ban đầu mua không tới 1 tiền, sau giá đắt, bán 1 chiếc nón giá 1 tấm vải. Số vải thu được tới hàng ngàn tấm. Thơ mừng của một người khách phương Bắc câu: "Vân Đồn kê khuyển diệc giai kinh" (gà chó Vân Đồn đều khiếp sợ) là nói thác sợ phục uy danh của Khánh Dư mà thực là châm biếm ngầm ông ta. Khánh Dư tính tham lam, thô bỉ, những nơi ông ta trấn nhậm, mọi người đều rất ghét. Trần Nhân Tông chỉ tiếc ông có tài làm tướng, nên không nỡ bỏ mà thôi.

## Cuối đời
Năm 1323, Nhân Huệ vương Trần Khánh Dư xin về trí sĩ, tại vùng ấp ông được phong, thuộc xã Dương Hòa, lộ Lý Nhân (Hà Nam).
Một lần, ông đi chơi đến Tam Điệp, Trường Yên (Ninh Bình), qua vùng đất thấy đồng cỏ bát ngát, sông nước hữu tình, ông bèn sai gia nhân đến khai khẩn, lập thành làng mới. Dần dần, người kéo đến làm ăn ngày càng đông. Ông đặt tên là trại An Trung. Sau đó, dân các vùng khác tiếp tục đến, lập thêm trại Động Khê và trại Tịch Nhi, thuộc hai xã Yên Nhân và Yên Đồng, huyện Ý Yên (Nam Định).
Ông ở lại những nơi mới khai phá này 10 năm. Sau đó, ông trở về ấp Dưỡng Hòa cũ và giao lại các trại mới lập cho hai gia tướng họ Bùi và họ Nguyễn coi sóc. Trong buổi đầu khai hoang lập ấp, ông đã bỏ tiền nhà ra giúp vốn cho dân, ông còn hướng dẫn dân trại Tịnh Nhi trồng cây cói và làm nghề dệt cói.
Năm 1340, Nhân Huệ vương mất, không lâu sau lễ mừng thọ 100 tuổi. Nhân dân trong vùng lập đền thờ ông ở trại An Trung, trên nền nhà xưa ông đã ở, để ghi tạc công đức của ông. Trong đền có bức đại tự: "Ẩm hà tư nguyên" (Uống nước nhớ nguồn) và đôi câu đối:
Nhân Huệ Vương tân sáng giang biên, thố địa ốc nhiều kim thượng tại
Bùi, Nguyễn tộc cựu mô kế chí, gia cư trù mật cổ do lưu.
Tạm dịch:
Nhân Huệ Vương mở mới bến sông, đồng ruộng tốt tươi nay vẫn đó
Họ Bùi Nguyễn theo nền nối chí, cửa nhà đông đúc trước còn đây.

## Lễ hội Quan Lạn
Ngày nay ở bến Đình thuộc xã Quan Lạn, huyện Vân Đồn, tỉnh Quảng Ninh, dân trong vùng vẫn tổ chức lễ hội Quan Lạn (còn gọi là hội đua bơi Quan Lạn), là hội làng của người dân xã đảo Quan Lạn, một hòn đảo nằm ở khu trung tâm thương cảng cổ Vân Đồn nhằm kỷ niệm chiến thắng Vân Đồn năm 1287 của Trần Khánh Dư.
Lễ hội diễn ra từ ngày 10 - 20/6 âm lịch (Chính hội ngày 18/6 âm lịch). Lễ hội được tổ chức trên bến Đình, nơi có đình Quan Lạn, một ngôi đình cổ trong số ít những ngôi đình còn giữ được cho đến ngày nay.

## Vinh danh
Tên ông được đặt cho nhiều đường phố và trường học ở Việt Nam như tại Hà Nội, Thành phố Hồ Chí Minh hoặc các thành phố, thị xã tại Quảng Ninh: Hạ Long, Quảng Yên.